# Liste over medlemmer i XRCO Hall of Fame
The XRCO Hall of Fame lister nogle af de mest bemærkelsesværdige voksenunderholdning-præstationer og -personligheder op. Listen er lavet af X-Rated Critics Organization og udgivet årligt under XRCO Awards. Det første XRCO Awards blev præsenteret i Hollywood den 14. februar 1985. Prisvindere skulle mindst have været i branchen i ti år.
Medlemmerne er listet efter hvilken kategori de blev indlemmet i og efter hvilket år:

## Skuespillere
- 1985: John C. Holmes[3]
- 1985: Harry Reems[3]
- 1985: Jamie Gillis[3]
- 1985: Eric Edwards[3]
- 1985: John Leslie[3]
- 1986: Paul Thomas[4]
- 1988: Herschel Savage[5]
- 1989: Jon Martin[6][7]
- 1990: Joey Silvera[8][9][10]
- 1990: Randy West[8][9][10]
- 1991: Ron Jeremy[11]
- 1992: Mike Horner[12]
- 1993: Tom Byron[13]
- 1993: Marc Wallice[13]
- 1995: Peter North[14]
- 1996: Buck Adams[15]
- 1997: Don Fernando[16][17][18]
- 1999: Steve Drake[19][20]
- 2000: Sean Michaels[21][22][23][24]
- 2000: T.T. Boy[21][22][23][24]
- 2001: Rocco Siffredi[25]
- 2001: Jake Steed[25]
- 2002: Billy Dee[26]
- 2003: Randy Spears[27][28]
- 2006: Mark Davis[29]
- 2006: Jon Dough[29]
- 2006: Blake Palmer[29]
- 2007: Mr. Marcus[30][31][32][33]
- 2007: Steven St. Croix[30][31][32][33]
- 2008: Christoph Clark[34]
- 2009: Lexington Steele[35]
- 2010: Evan Stone[36][37]
- 2010: Erik Everhard[36][37]
- 2011: Manuel Ferrara[38][39]
- 2011: Dave Cummings[38][39]
- 2012: Vince Vouyer[40]
- 2014: Mark Wood[41]
- 2014: Tony Montana[41]

## Skuespillerinder
- 1985: Georgina Spelvin[3]
- 1985: Tina Russell[3]
- 1985: Rene Bond[3]
- 1985: Marilyn Chambers[3]
- 1985: Sharon Thorpe[3]
- 1986: Annette Haven[4]
- 1987: Leslie Bovee[42]
- 1988: Sharon Mitchell[5]
- 1988: Colleen Brennan[5]
- 1989: Sharon Kane[6][7]
- 1989: Gloria Leonard[6][7]
- 1990: Kay Parker[8][9][10]
- 1990: Suzanne McBain[8][9][10]
- 1991: Seka[11]
- 1991: Veronica Hart[11]
- 1991: Erica Boyer[11]
- 1992: Vanessa del Rio[12]
- 1993: Desireé Cousteau[13]
- 1993: Lisa De Leeuw[13]
- 1994: Hyapatia Lee[43]
- 1994: Debi Diamond[43]
- 1995: Shanna McCullough[14]
- 1995: Ginger Lynn[14]
- 1995: Christy Canyon[14]
- 1996: Amber Lynn[15]
- 1996: Nina Hartley[15]
- 1997: Desiree West[16][17][18]
- 1997: Jeanna Fine[16][17][18]
- 1998: Bionca[44]
- 1998: Careena Collins[44]
- 1999: Kelly Nichols[19][20]
- 1999: Annie Sprinkle[20]
- 1999: Barbara Dare[19][20]
- 1999: Jessie St. James[19][20]
- 1999: Shauna Grant[19][20]
- 1999: Linda Wong[19][20]
- 2000: Tori Welles[21][22][23][24]
- 2001: Porsche Lynn[25]
- 2001: Tracey Adams[25]
- 2002: Teri Weigel[26]
- 2003: Ashlyn Gere[27][28]
- 2003: Tiffany Mynx[27][28]
- 2004: Selena Steele[45][46][47]
- 2005: Jenna Jameson[48][49]
- 2006: Keisha[29]
- 2006: Kylie Ireland[29]
- 2007: Francesca Lé[30][31][32][33]
- 2007: Janine[30][31][32][33]
- 2007: Serenity[30][31][32][33]
- 2008: Chloe[34]
- 2008: Nikki Dial[34][50][51]
- 2008: Shayla LaVeaux[34][50]
- 2008: Jeannie Pepper[4]
- 2008: Stephanie Swift[34]
- 2009: Jewel De'Nyle[35]
- 2009: Angel Kelly[35]
- 2009: Leena La Bianca[35]
- 2009: Missy[35]
- 2009: Joanna Storm[35]
- 2009: Stacy Valentine[35]
- 2010: Sunset Thomas[36][37]
- 2010: Inari Vachs[36][37]
- 2010: Nikki Charm[36][37]
- 2010: Jada Fire[36][37]
- 2011: Rayveness[38][39]
- 2011: Tricia Devereaux[38][39]
- 2011: Jessica Drake[38][39]
- 2011: Lynn LeMay[38][39]
- 2011: Juli Ashton[38][39]
- 2011: Aurora Snow[38][39]
- 2012: Julia Ann[40]
- 2012: Jesse Jane[40]
- 2013: Belladonna[52]
- 2013: Lisa Ann[52][53]
- 2013: Alexandra Silk[52][53]
- 2014: Rebecca Bardoux[41]
- 2014: Tera Patrick[41]
- 2014: Stormy Daniels[41]
- 2014: Taylor Wane[41]
- 2015: Houston[54]
- 2015: Melissa Hill[54]
- 2015: Karen Summer[54]

## Instruktører
- 2013: Jonathan Morgan[52][53]
- 2014: Axel Braun[41]
- 2015: Stoney Curtis[54]

## Fifth Estate
Medjælperpriser
- 1994: Reb Sawitz[43]
- 1994: Al Goldstein[43]
- 1994: William Rotsler[43]
- 1995: John Rowberry[14]
- 1996: Jim South[15]
- 1996: Larry Flynt[17]
- 1997: Jared Rutter[16][18]
- 1998: Jeremy Stone[44]
- 2003: Susie Bright[27][28]
- 2005: Bill Liebowitz[46][48]
- 2005: Jim Holliday[46][48]
- 2006: Doug Oliver[29]
- 2006: Danni Ashe[29]
- 2007: Mark Kernes[30][31][32][33]
- 2008: Paul Fishbein[34]
- 2009: Roger T. Pipe[35]
- 2012: Den (cavr.com)[40]
- 2012: Tristan Taormino[40]

## Filmkreatører
- 1985: David F. Friedman[3]
- 1985: Gerard Damiano[3]
- 1985: Radley Metzger (Henry Paris)[3]
- 1986: Alex de Renzy[4]
- 1986: Anthony Spinelli[4]
- 1986: Howard Ziehm (Linus Gator)[4]
- 1987: Bob Chinn (director)[42]
- 1987: Harold Lime (producer)[42]
- 1988: The Mitchell Brothers[5]
- 1988: Cecil Howard[5]
- 1989: Henri Pachard[6][7]
- 1989: Robert McCallum[6][7]
- 1990: Erik Anderson[8][9]
- 1991: Chuck Vincent[11]
- 1994: F. J. Lincoln[43]
- 1994: Bobby Hollander[43]
- 1994: Bruce Seven[43]
- 1995: John Stagliano[14]
- 1996: Gregory Dark[15]
- 1997: Michael Carpenter[16][17][18]
- 1998: Candida Royalle[44]
- 1999: Ed Powers[19][20]
- 2000: Damon Christian[21][22][23][24]
- 2001: Patrick Collins[25]
- 2001: Jim Enright[25]
- 2002: Kirdy Stevens[26]
- 2003: Andrew Blake[27][28]
- 2004: Seymore Butts[45][46][47]
- 2004: James Avalon[45][46][47]
- 2006: Michael Ninn[29]
- 2007: Rinse Dream[30][31][32][33]
- 2008: Richard Mahler[34]
- 2008: Suze Randall[34]
- 2009: Brad Armstrong[35][55]
- 2009: Jules Jordan[35]
- 2012: Miles Long[40]
- 2012: Luc Wylder[40]
- 2013: Christian Mann[52][53]
- 2013: Rodney Moore[52][53]

## Filmpionærer
- Prior to 1989: Serena[4]
- Prior to 1989: Darby Lloyd Rains[4]
- 1989: George S. McDonald[6]
- 1989: Sandi Carey[6]
- 1989: Sandy Dempsey[6]
- 1989: Ric Lutze[6]
- 1989: Jesse Adams[6]
- 1989: C. J. Laing[6]
- 1989: Cyndee Summers[6]
- 1989: Johnny Keyes[6]
- 1989: Richard Mailer[6]
- 1989: William Margold[6][7]
- 1990: Bob Vosse[8][9]
- 1994: John Seeman[43]
- 1994: David Christopher[43]
- 1994: Michael Morrison[43]
- 1997: Titus Moody[16][18]
- 1999: Roy Karch[19][20]
- 1999: Jim Malibu[19][20]
- 1999: Juliet Anderson[19][20]
- 1999: Bobby Astyr[19][20]
- 1999: George Payne[20]
- 2001: Dean Roberson[25]
- 2005: Jared Rutter[48]
- 2006: Richard Pacheco[29]
- 2007: Loni Sanders[30][31][32][33]
- 2007: Mai Lin[30][31][32][33]
- 2008: R. Bolla[34]
- 2008: Abigail Clayton[34]
- 2008: Marc Stevens[34][50]
- 2008: Lysa Thatcher[34]
- 2009: Kandi Barbour[35]
- 2010: Mike Ranger[36][37]
- 2012: Rhonda Jo Petty[40]
- 2014: Brigitte Lahaie[41]

## Film (med udgivelsesår)
- 1985: Deep Throat (1972)[3]
- 1985: Behind the Green Door (1972)[3]
- 1985: The Opening of Misty Beethoven (1976)[3]
- 1986: The Private Afternoons of Pamela Mann (1974)[4]
- 1986: Story of Joanna (1975)[4]
- 1986: Honeypie (1976)[4]
- 1987: Gerard Damiano's The Devil in Miss Jones (1973)[42]
- 1987: Lasse Braun's Sensations (1975)[42]
- 1988: Femmes de Sade (1976)[5]
- 1988: Naked Came the Stranger (1975)[5]
- 1989: Wet Rainbow (1974)[6][7]
- 1989: 3 A.M. (1976)[6][7]
- 1989: Desires Within Young Girls (1977)[6][7]
- 1989: Barbara Broadcast (1977)[6][7]
- 1989: The Other Side of Julie (1978)[6][7]
- 1989: Take Off (1978)[6][7]
- 1989: Candy Stripers (1978)[6][7]
- 1989: Sex World (1978)[6][7]
- 1989: Easy (1979)[6][7]
- 1990: Babylon Pink (1979)[8][9][10]
- 1990: The Ecstasy Girls (1979)[8][9][10]
- 1990: Pretty Peaches (1978)[8][9][10]
- 1990: Eruption (1977)[8][9][10]
- 1991: Baby Face (1977)[11]
- 1991: Jack & Jill (1979)[11]
- 1991: Insatiable (1980)[11]
- 1991: Talk Dirty to Me (1980)[11]
- 1992: Nightdreams (1981)[12]
- 1992: Nothing to Hide (1981)[12]
- 1992: Randy the Electric Lady (1980)[12]
- 1993: Café Flesh (1982)[13]
- 1993: Outlaw Ladies (1981)[13]
- 1993: Platinum Paradise (1981)[13]
- 1994: All American Girls (1982)[43]
- 1994: Roommates (1981)[43]
- 1994: Sexcapades (1983)[43]
- 1995: Bad Girls (1981)[14]
- 1995: Every Woman Has a Fantasy (1984)[14]
- 1995: Firestorm (1984)[14]
- 1996: New Wave Hookers (1985)[15]
- 1996: Night Hunger (1983)[15]
- 1997: Taboo (1980)[17]
- 1997: Little Girls Blue (1978)[17]
- 1997: Taboo American-Style (1985)[17]
- 1998: Dangerous Stuff (1985)[44]
- 1998: White Bun Busters (1986)[44]
- 1998: Loose Ends (1985)[44]
- 1998: Mary! Mary! (1987)[44]
- 1998: Dixie Ray Hollywood Star (1983)[44]
- 1999: Her Name was Lisa (1979)[20]
- 1999: Aerobisex Girls (1983)[20]
- 2001: Anna Obsessed (1977)[24]
- 2001: The Catwoman (1988)[24]
- 2001: Buttman's Ultimate Workout (1990)[25]
- 2001: The Chameleon (1989)[25]
- 2001: Hot Pursuit (1983)[25]
- 2002: The Big Thrill (1989)[26]
- 2002: Night Trips (1989)[26]
- 2003: The Dancers (1981)[28]
- 2003: Wild Goose Chase (1991)[28]
- 2003: Chameleons - Not The Sequel (1992)[28]
- 2004: Amanda By Night (1981)[46]
- 2004: Buttman's European Vacation (1991)[46]
- 2004: Black Throat (1985)[46]
- 2005: No films inducted.
- 2006: Face Dance Parts I, II (1993)[29]
- 2006: Justine - Nothing to Hide II (1994)[29]
- 2006: Neon Nights (1981)[29]
- 2007: Latex (1995 - Michael Ninn - VCA)[30][31][32][33]
- 2008: Reel People (1984)[34]
- 2008: Curse of the Catwoman (1992)[34]
- 2009: Dog Walker (1994)[35]
- 2010: Whispered Lies (1993)[36][37]
- 2011: No films inducted.
- 2012: No films inducted.
- 2013: The Fashionistas (2002)[52][53]
- 2014: Slave To Love (1993)[41]

## Outlaws of Porn
- 2009: Max Hardcore[35]

## XRCO Members' Choice
- 2007: Asia Carrera[30][31][32][33]